# José Gastón Salcedo
José Gastón Salcedo Contreras (Los Ángeles, Chile, 12 de enero de 1980) es un exfutbolista chileno. Jugaba de centrocampista o lateral derecho por el equipo de su ciudad natal, Iberia. Se retiró en 2018 cuando jugaba en el conjunto azulgrana, realizando su partido de despedida en junio de 2019 en el Estadio Municipal de Los Ángeles.

## Carrera
Nació futbolísticamente en Club Deportivo Real Victoria, equipo amateur de Los Ángeles donde comenzó jugando a temprana edad para luego terminar en la división de honor. Jugó en el equipo de Lota Schwager, con quien ascendió a la primera división del fútbol profesional chileno después de que su equipo hubiera logrado el tercer puesto en la Primera B de Chile 2006, con esto Lota Schwager tuvo que jugar por la promoción con Rangers de Talca, donde Lota, tras un global de 3-3 logra ganarle a Rangers en penales por un marcador de 4-3. Entre 2008 y 2009 juega por Unión Española, donde llegaría a semifinales de Copa Chile 2008-09 para regresar a Lota Schwager en el año 2010.
Ficha por Rangers para jugar durante la temporada 2011, con este equipo también lograría ascender, luego de que Rangers fuera subcampeón del Apertura de la Primera B 2011 y tuvo que jugar contra Everton que fue el campeón del Clausura de la Primera B 2011; como Rangers logró un empate de 1-1 de local y empató de visita por 3-3, este mismo ascendería, considerando los goles marcados de visita.
El 2012 retorna a Iberia donde se transforma en capitán galgo salcedo del equipo. Con Iberia conseguiría ser tricampeón de la Segunda División profesional en las versiones del 2012, 2013 y 2013-14.
A mediados de 2017 partió a Cobreloa de la Primera B, pero en febrero del siguiente año renunció para volver a Iberia y disputar su última temporada como futbolista profesional en la tercera categoría del balompié chileno. En junio de 2019 realizó su partido de despedida en Los Ángeles al que asistieron diversos futbolistas como Claudio Baeza, Arturo Sanhueza, Ronald de la Fuente, entre otros.

## Clubes
| Club           | País  | Año       |
| -------------- | ----- | --------- |
| Iberia         | Chile | 2002      |
| Malleco Unido  | Chile | 2003      |
| Lota Schwager  | Chile | 2004-2007 |
| Unión Española | Chile | 2008-2009 |
| Lota Schwager  | Chile | 2010      |
| Rangers        | Chile | 2011      |
| Iberia         | Chile | 2012-2017 |
| Cobreloa       | Chile | 2017-2018 |
| Iberia         | Chile | 2018      |

### Campeonatos nacionales
| Título           | Club   | País  | Año             |
| ---------------- | ------ | ----- | --------------- |
| Segunda División | Iberia | Chile | 2012            |
| Segunda División | Iberia | Chile | Transición 2013 |
| Segunda División | Iberia | Chile | 2013/14         |